# Кърстов дол
Кърстов дол или Кръстов дол (на македонска литературна норма: Крстов Дол, произнасяно Кърстов дол) е село в Северна Македония, в община Крива паланка.

## География
Селото е разположено в областта Славище по течението на река Добровница, в подножието на планината Чупина, северно от общинския център Крива паланка.

## История
В края на XIX век Кърстов дол е българско село в Кривопаланска каза на Османската империя. 
В 1889 година Стефан Веркович (Топографическо-этнографическій очеркъ Македоніи) отбелязва Кърстов дол като село с 29 къщи с 187 жители.
Според статистиката на Васил Кънчов („Македония. Етнография и статистика“) от 1900 година Кърстов дол е населявано от 285 жители българи християни.
Цялото християнско население на селото е под върховенството на Българската екзархия. По данни на секретаря на екзархията Димитър Мишев („La Macédoine et sa Population Chrétienne“) в 1905 година в Кръстов дол има 312 българи екзархисти. По това време селото е принудено от сръбската пропаганда да приеме сръбски свещник и е обявено за сръбско, но през 1909 година отново става екзархийско. През 1910 година, при съдействието и на турските власти, 20 къщи от селото приемат сръбски свещеник.
По време на Първата световна война Кръстов дол е част от Подържиконска община и има 209 жители.
Според преброяването от 2002 година селото има 60 жители.
| Националност     | Всичко |
| северномакедонци | 59     |
| албанци          | 0      |
| турци            | 0      |
| роми             | 0      |
| власи            | 0      |
| сърби            | 1      |
| бошняци          | 0      |
| други            | 0      |

## Личности
Родени в Кърстов дол
- Радул Якимов, кметски наместник в периода на българското управление 1941-1944 година[7]
- Милан М. Пешов, метски наместник в периода на българското управление 1941-1944 година[7]